# El Hijo del Santo
Jorge Guzmán Rodríguez (sinh ngày 2 tháng 8 năm 1963) là một võ sĩ đô vật người México có biệt danh là El Hijo del Santo (tạm dịch: Con trai của Thánh). Ông chính là con trai út của võ sĩ đô vật huyền thoại El Santo, và hiện là một trong những võ sĩ thành công nhất của giới đô vật Mỹ Latinh (Lucha libre). J. G. Rodríguez cũng là một nhà hoạt động chính trị có tiếng.

## Tiểu sử và sự nghiệp
Jorge Guzmán Rodríguez sinh ngày 2 tháng 8 năm 1963. Ông là con trai út trong số 10 người con của Rodolfo Guzmán Huerta - nhà đô vật huyền thoại mang biệt danh El Santo, và ông cũng là người con duy nhất nối nghiệp đô vật của cha mình. Theo tự thuật của bản thân, J. G. Rodríguez mê đô vật từ nhỏ và rất thần tượng cha mình, và ông bắt đầu tập đô vật từ năm 14 hay 15 tuổi. Tuy nhiên suốt một thời gian dài Santo cha cấm con trai mình thi đấu đô vật mà phải tập trung học hành cho đến khi tốt nghiệp, vì vậy khi bắt đầu sự nghiệp vào tháng 2 năm 1982, J. G. Rodríguez đã giấu không cho cha biết, và ông thi dưới cái tên El Korak (Korak là tên của con trai nhân vật Tarzan). Sự việc nhanh chóng vỡ lỡ, và mặc dù rất giận nhưng Santo cha quyết định cho con trai mình trải qua một "kỳ thi" xác định năng lực khi người con mang mặt nạ bạc của cha và thi đấu với một người bạn trước sự chứng kiến của gia đình và bạn bè. Hai bên vật nhau được một hồi thì Santo cha đột ngột nói "Ờ, phải, phải đó" rồi đứng dậy bỏ đi. J. G. Rodríguez cho là cha mình đã rất thất vọng, nhưng kỳ thực lúc đó El Santo đã khóc khi biết rằng mình đã có người kế nghiệp ưng ý. Đến tháng 10 năm đó, sau khi tốt nghiệp đại học ngành Khoa học Truyền thông theo như ý nguyện của cha mình, theo lời khuyên của Santo cha J. G. Rodríguez đã chuyển sang thi đấu dưới tên gọi El Hijo del Santo. Rodríguez nhận định rằng suốt thời gian vừa qua cha mình chỉ giả vờ giận dữ vì dầu sao thật tâm ông cũng muốn có người kế thừa truyền thông gia đình.
Santo con có ngoại hình, chiếc mặt nạ màu bạc và đòn thế giống như Santo cha, nhưng ông thấp hơn và thành công hơn trong sự nghiệp đô vật, mặc dù ông không có được danh tiếng và trở thành huyền thoại trong văn hóa México như cha mình.
Ban đầu, Santo con chủ yếu thi đấu cho Hiệp hội Đô vật Thế giới (WWA) và Hiệp hội Đô vật Hoàn vũ (UWA), nhưng vào mùa hè năm 1983 ông bắt đầu thi đấu cho hiệp hội đô vật Mỹ Latinh Empressa Mexicana de Lucha Libre (EMLL - về sau đổi tên thành Consejo Mundial de Lucha Libre - CMLL). Ông được bầu làm "Đô vật mới nổi của năm" tại México.
Santo con giành danh hiệu vô địch đầu tiên vào tháng 10 năm 1985 khi tham gia Giải vô địch thế giới hạng nhẹ UWA, và sau đó ông trao đổi danh hiệu này với Aristóteles. Sau đó ông tham gia một trận thách đấu với võ sĩ Espanto, Jr. (cha của Espanto Jr. cũng từng thách đấu với Santo cha) và ông giành chiến thắng, đạt được mặt nạ của Espanto. Sau đó, Espanto Jr. đả bại và đoạt lấy danh hiệu vô địch của Santo con, nhưng năm 1988 Santo con phục thù, lấy lại được danh hiệu và buộc Espanto phải cắt bỏ mái tóc của mình theo luật lệ của cuộc thách đấu. Santo con cũng từng thách đấu với Negro Casas - một trong những đối thủ lớn nhất của mình, và giành chiến thắng trong một trận đấu năm 1987 tại Nhà thi đấu Olympic Los Angeles. Dĩ nhiên, theo điều lệ, là người thua cuộc nên Negro Casas cũng phải cắt đi mái tóc của mình.
Năm 1990, Santo con lần đầu tiên thi đấu ở Nhật Bản trong một giải độ vật do Liên đoàn Lucha Libre Hoàn Vũ của Gran Hamada tổ chức, và giành chức vô địch của Giải vô địch thế giới hạng bán trung UWA và Giải vô địch hạng bán trung UWA. Cuối năm 1991, Santo con rời WWA và từ bỏ danh hiệu vô địch hạng bán trung, nhưng ông vẫn tiếp tục thi đấu cho UWA cho đến khi tổ chức Asistencia Asesoría y Administración (AAA) được thành lập. Lúc đó Santo con lấy lại danh hiệu vô địch hạng bán trung của WWA và mang nó theo mình khi gia nhập các giải đấu của AAA. Trong giai đoạn, này, Santo con tham gia trận thách đấu với người em út của Negro Casas là Erick Casas, biệt hiệu Heavy Metal. Ban đầu Heavy Metal đoạt danh hiệu vô địch hạng bán trung WWA của Santo con và sau đó thắng luôn Giải vô địch quốc gia hạng bán trung México, nhưng sau đó Santo con phục thù và đoạt hai danh hiệu này từ Heavy Metal, để rồi sau đó bị mất vào tay của một đô vật mới nổi là Psicosis.

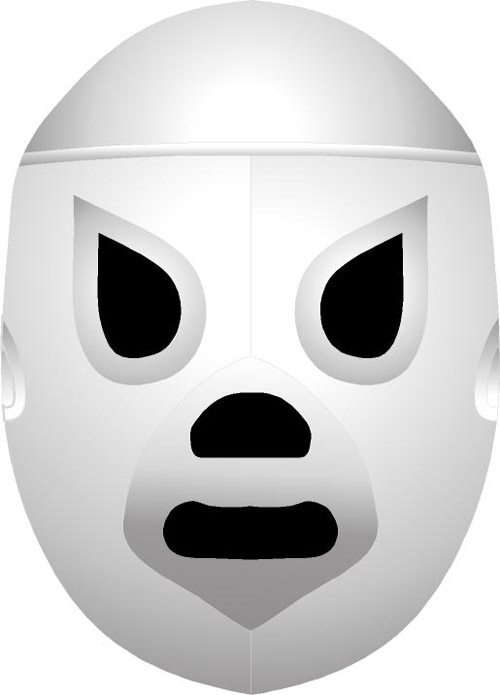
Mặt nạ màu bạc đeo bởi Santo cha lẫn con

Năm 1995, Santo con rời AAA chuyển sang thi đấu cho CMLL. Mục đích của việc này là tìm cơ hội thách đấu với đối thủ cũ Negro Casas. Ngày 20 tháng 9 năm 1996, trong một trận đấu kỷ niệm 63 năm thành lập CMLL, Santo con bị Casas đánh bại, sau đó ông tạm dừng sự nghiệp đô vật một thời gian. Trong thời gian này, Negro Casas chuyển sang phong cách "thiện" trong hệ thống đô vật, thế là những đồng đội cũ của ông là Scorpio, Jr. và Bestia Salvaje tuyên bố họ sẽ mang lại một bất ngờ cho Casas. Cụ thể, trong một trận đấu mà đội của Negro Casas, El Dandy và Héctor Garza trong vai "thiện" thi đấu với đội của El Felino (em trai của Casas), Scorpio, Jr. và Bestia Salvaje trong vai "ác", thì thành viên Felino bất thình lình lột mặt nạ của mình ra và cho khán giả thấy thì ra mình là Santo con giả dạng làm em trai của Casas. Trong một diễn biến kịch tính của lịch sử đô vật, Santo con vốn lâu nay thi đấu trong vai "thiện" nay chuyển sai vai "ác". Sự kiện này khiến khán giả bị kích động và dẫn đến một trận ẩu đả lớn khi Santo con tấn công Casas. Trận thách đấu này đã giúp cứu vãn tình hình tài chính của CMLL trong hoàn cảnh kinh tế México trì trệ do cuộc khủng hoảng 1994, cũng như sự ly khai của một nhóm thành viên CMLL để thành lập AAA. Một tuần sau, hai đội đô vật này có một trận tái đấu và cả El Dandy lẫn Negro Casas thách Santo con tham gia một trận đánh đặt cược bằng chiếc mặt nạ của người đô vật. Trận thách đấu giữa 3 đô vật này diễn ra vào ngày 6 tháng 12 năm 1996 tại Arena Mexico, và Santo con đánh bại El Dandy, buộc Dandy phải cạo trọc đầu theo điều lệ trận đánh. Sự kình địch giữa Santo con và Negro Casas còn tiếp tục cho đến khi hai người tham gia một trận thách đấu kỷ niệm 64 năm thành lập CMLL vào ngày 19 tháng 9 năm 1997, trong trận này Santo con đã đánh bại Negro Casas.
Sự kiện thách đấu giữa Casas và Santo con được cho là rất thành công và mang lại một nguồn thu tài chính lớn lao cho CMLL. Tuy nhiên, Santo con vẫn tiếp tục thi đấu trong vai "thiện" truyền thống, ông thậm chí tham gia đội của Rey Mysterio, Jr. tại Tijuana. Kết quả là Santo con dần dần xa cách với các đồng đội cũ của phe "ác" như Scorpio, Jr. và Bestia Salvaje; và cuối cùng vào tháng 9 năm 1998, Santo con chính thức bỏ phe "ác" khi Villano III và Fuerza Guerrera từ bỏ phe của Santo con. Scorpio, Jr. và Salvaje tiếp bước, và điều này dẫn đến sự kiện thách đấu tiếp theo của Santo con.
Thế là Negro Casas và Santo con quyết định liên minh với nhau, và đội của họ thách đấu đội của Scorpio và Salvaje nhằm đoạt lấy danh hiệu vô địch của Giải vô địcg đồng đội thế giới CMLL mà Scropio và Salvaje đang nám giữ. Ngày 5 tháng 2 năm 1999, đội của Santo con và Casas đánh bại đội của Scorpio và Salvaje, đạt lấy danh hiệu vô địch CMLL, nhưng cả Santo và Casas đều từ chối nhận danh hiệu đó. Sau đó hai đội tiếp tục tham gia một trận thách đấu cược mặt nạ trong sự kiện Homenaje a Dos Leyendas do CMLL tổ chức năm 1999; đội của Santo và Casas một lần nữa lại giành chiến thắng, và lần này họ cũng đoạt luôn danh hiệu vô địch đồng đội CMLL. Sau đó, Santo con tạm dừng hợp đồng với CMLL và danh hiệu vô địch coi như bị bỏ trống. Sau một thời gian ngắn tạm nghỉ, ông cùng với Casas đánh bại đội Los Guerreros del Infierno của Último Guerrero và Rey Bucanero để giành lại danh hiệu vô địch, nhưng đến năm 2002 Los Guerreros đã đoạt lại danh hiệu này. Santo con lại tạm dừng hợp đồng với CMLL và Perro Aguayo, Jr. thế chỗ của ông trong thời gian tạm nghỉ. Ông trở lại CMLL vào mùa hè năm 2004, ban đầu cộng tác với Místico để thách đấu với đội La Furia del Norte của Perro Aguayo, Jr.. Sau khi sự kiện thách đấu kết thúc, ông cùng với Guerreros trẻ tuyển mộ Averno và họ tham gia một trận đấu giành danh hiệu vô địch hạng bán trung WMA vào ngày 22 tháng 10.
Santo con tiếp tục thi đấu đô vật dưới tư cách là đô vật tự do trên khắp México. Ông cũng bắt đầu một chương trình riêng của mình mang tên Todo x el Todo, chương trình này được chiếu trên Televisa, và đây có thể nói là bằng chứng cho danh tiếng của Santo con vì kênh Televisa hiếm khi phát sóng các chương trình độc lập. Todo x el Todo bao hàm các giải đấu theo kiểu Relevos Suicidas trong đó đội thua cuộc... sẽ được vào vòng trong và trận chung kết thì các đội sẽ đấu với nhau để tranh đoạt mặt nạ của đối phương. Santo con cũng tham gia giải này, thua 3 trận và trong trận chung kết ông đánh bại và đoạt mặt nạ của Pentagón Black. Trong thời gian này, Hội đồng quyền anh thế giới (World Boxing Council - WBC) phong tặng Santo con danh hiệu "Nhà vô địch đô vật WBC" vì "những thành tích đáng kể trong sự nghiệp đô vật". Mặc dù đây là danh hiệu chỉ mang tính danh dự, Santo con cũng tham gia nhiều trận đấu để bảo vệ nó trong năm 2008. Cùng năm đó, Santo con bắt đầu các chuyến lưu diễn ở Luân Đôn cùng với các võ sĩ đô vật ở México.
Ngày 11 tháng 5 năm 2013, Santo con và đối thủ của ông là Blue Demon, Jr. cùng thành lập một đội để thi đấu tranh danh hiệu vô địch đồng đội PWR từ tay Brian Cage và Derek Sanders.
Ngày 25 tháng 11 năm 2013, Santo con tuyên bố tạm nghỉ thi đấu để chữa trị các chấn thương ở cột sống. Tuy nhiên do các kết quả điều trị xem ra không khả quan như mong đợi, ngày 20 tháng 2 năm sau Santo con chính thức giải nghệ.

### El Nieto del Santo
Vào tháng 3 năm 2013, một thông cáo cho biết một trong những con trai của El Hijo del Santo đã đến Nhật Bản để học đô vật trong trường Pro Wrestling NOAH, và dự kiến người con này sẽ nối nghiệp gia đình với danh hiệu "El Nieto del Santo" ("cháu của Thánh"). Việc huấn luyện cho Santo cháu bắt đầu vào tháng 5 năm 2013 và theo lịch trình, sau 3 tháng Santo cháu sẽ trở về México để thi đấu. Santo cháu là đô vật "mang mặt nạ" đầu tiên tham gia một trường huấn luyện, một cách để vinh danh truyền thống của lucha libre về việc sử dụng mặt nạ và che giấu thân phận thật của mình.
Một trong 25 người cháu của El Santo cũng thi đấu đô vật dưới biệt danh El Nieto del Santo ("Cháu của Thánh"). Tuy nhiên, El Hijo del Santo đã ngăn cản người này sử dụng danh hiệu "Santo cháu" vì ông dự tính sẽ cho con trai của mình sử dụng tên hiệu đó. Vì vậy, người đô vật này đã sử dụng biệt danh chính thức là "Axxel" và chỉ sử dụng biệt hiệu "Santo cháu" trong những trường hợp không chính thức để tránh kiện tụng. Giống như các thế hệ Santo, Axxel thi đấu với mạt nạ màu bạc và trang phục màu bạc, nhưng ông vận thêm các sọc đen và phần đầu gối màu đen để tránh "vi phạm bản quyền". Vào tháng 8 năm 2012, tòa án đã phán quyết cho phép Axxel được thi đấu với tên hiệu "Santo cháu".

## Những hoạt động ngoài đô vật

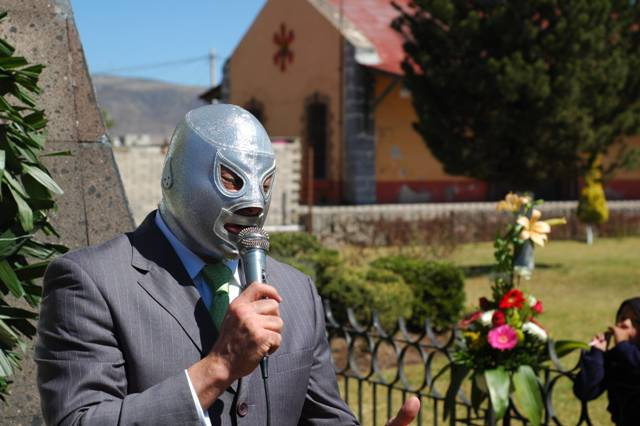
El Hijo del Santo phát biểu trong một buổi lễ ở Tulancingo, Hidalgo.

Giống như cha mình, El Hijo del Santo cũng tham gia nhiều hoạt động truyền thông khác ngoài đô vật. Ông là một nhân vật của một truyện tranh, và cũng là người tham gia chương trình truyền hình thực tế Día de Perros. Santo con cũng là một nhân vật chính trong bộ phim hoạt hình 5 tập của Cartoon Network mang tên Santo Contra Los Clones (Santo đối đầu với người nhân bản vô tính). Năm 2007, Santo con trở thành người phát ngôn của Wildcoast, một tổ chức phi lợi nhuận hoạt động vì môi trường. Nhân danh Wildcoast, Santo con đã tổ chức hoặc tham gia các chiến dịch bảo vệ loài rùa biển ở Vịnh México, bảo vệ loài cá voi xám và chiến dịch làm sạch môi trường Tijuana.
Santo con từng tham gia đóng một vài bộ phim, một phần trong số đó là cùng đóng với cha mình hoặc với một số đô vật nổi tiếng khác. Năm 2000 ông tham gia bộ phim Infraterrestre, bộ phim này đã nhận được sự phản hồi tích cực của giới phê bình, trong đó có chuyên gia phim México là David Wilt. Năm 2007 ông tham gia bộ phim Mil Mascaras vs. the Aztec Mummy (còn được biết với tên Mil Mascaras: Resurrection),, đây cũng là một bộ phim được đánh giá tốt.

## Một số đòn thế nổi bật
- Đòn đánh dứt điểm

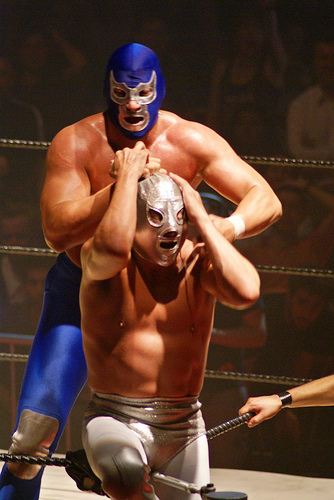
El Hijo del Santo (đeo mặt nạ màu bạc) trong một trận thi đấu với Blue Demon, Jr. (mặt nạ màu xanh)

  - La de a Caballo (tiếng Anh "Camel clutch")[27]
  - Topé de Cristo (tiếng Anh "Diving headbutt")
- Đòn đánh đặc trưng
  - Arm drag
  - Headstand Headscissors
  - Headscissors takedown
  - La Tapatía (Surfboard)
  - Reverse rolling prawn hold
  - Suicide dive

## Danh hiệu và thành tích thi đấu
- Giải thi đấu của Asistencia Asesoría y Administración
  - Giải vô địch đồng đội thế giới AAA, vô địch 1 lần cùng với Octagón[28]
  - Giải vô địch quốc gia México hạng trung, 1 lần vô địch[29]
  - Giải vô địch Bộ ba cấp quốc gia México, 1 lần vô địch cùng với Super Muñeco và Ángel Azteca[30]
  - Giải vô địch quốc gia México hạng bán trung, 1 lần vô địch[9]
- Giải thi đấu của Hội đồng Lucha Libre Thế giới (CMLL)
  - Giải vô địch đồng đội thế giới CMLL, 2 lần vô địch cùng với Negro Casas[12]
  - Torneo Gran Alternativa, vô địch năm 2004 cùng với Místico[31]
  - Giải Gran Prix quốc tế CMLL, vô địch năm 1995[32]
  - Leyenda de Plata, vô địch năm 1999
- Giải thi đấu của Pro Wrestling Revolution
  - Giải vô địch đồng đội PWR, 1 lần vô địch cùng với Blue Demon, Jr.
- Giải thi đấu của Hiệp hội Đô vật Hoàn vũ (UWA)
  - Giải vô địch thế giới hạng nhẹ UWA, vô địch 3 lần[5]
  - Giải vô địch thế giới hạng bán trung UWA, vô địch 2 lần[7]
- Giải thi đấu của Hội đồng quyền Anh thế giới (WBC)
  - Giải vô địch đô vật WBC, 1 lần vô địch[15]
- Giải thi đấu của Hiệp hội Đô vật Thế giới (WWA)
  - Giải vô địch đồng đội WWA (México), vô địch 1 lần cùng với Perro Aguayo, Jr.[28]
  - Giải vô địch thế giới hạng bán trung WWA, vô địch 10 lần[8]
- Giải thưởng của Pro Wrestling Illustrated
  - Chương trình PWI Years năm 2003 xếp Santo con hạng 63 trong số 500 đô vật thi đấu giải đơn giỏi nhất thế giới ranked him # 63 of the 500 best singles wrestlers during the PWI Years in 2003. Cùng năm đội của Santo con và Octagón được xếp hạng 26 trong số 100 đội giỏi nhất.
  - PWI xếp Santo con hạng 14 trong số 500 đô vật giỏi nhất thế giới trong năm 2003-04[13]
- Giải thưởng của Wrestling Observer Newsletter
  - Trận đấu của Santo con cùng với Octagón đối đầu với Eddie Guerrero và Art Barr tại giải AAA When Worlds Collide năm 1994 được trao danh hiệu "trận đấu 5 sao" và "trận thách đấu của năm"
  - Được vinh danh trong Tòa nhà Danh vọng của WON năm 1997[33]